# 各界
| ウィキペディアには「各界」という見出しの百科事典記事はありません（タイトルに「各界」を含むページの一覧/「各界」で始まるページの一覧）。 代わりにウィクショナリーのページ「各界」が役に立つかもしれません。 |